# Hagelsturm von Reutlingen
Der Hagelsturm von Reutlingen war ein Unwetterereignis am 28. Juli 2013 in Baden-Württemberg, mit Schwerpunkt in Reutlingen, und in Bayern. Das Unwetter verursachte mit einem Gesamtschaden von 3,6 Mrd. Euro den bis dahin größten Hagelschaden in Deutschland und mit 2,8 Mrd. Euro versicherten Schäden den bisher größten Schaden durch ein Einzelereignis in Deutschland für die Versicherungswirtschaft. Es zog vom Schwarzwald am dicht besiedelten Albtrauf entlang über die Ostalb in das Nördlinger Ries und schwächte sich im Verlauf über Bayern mehr und mehr ab.

## Ausgangsbedingung und Entstehung

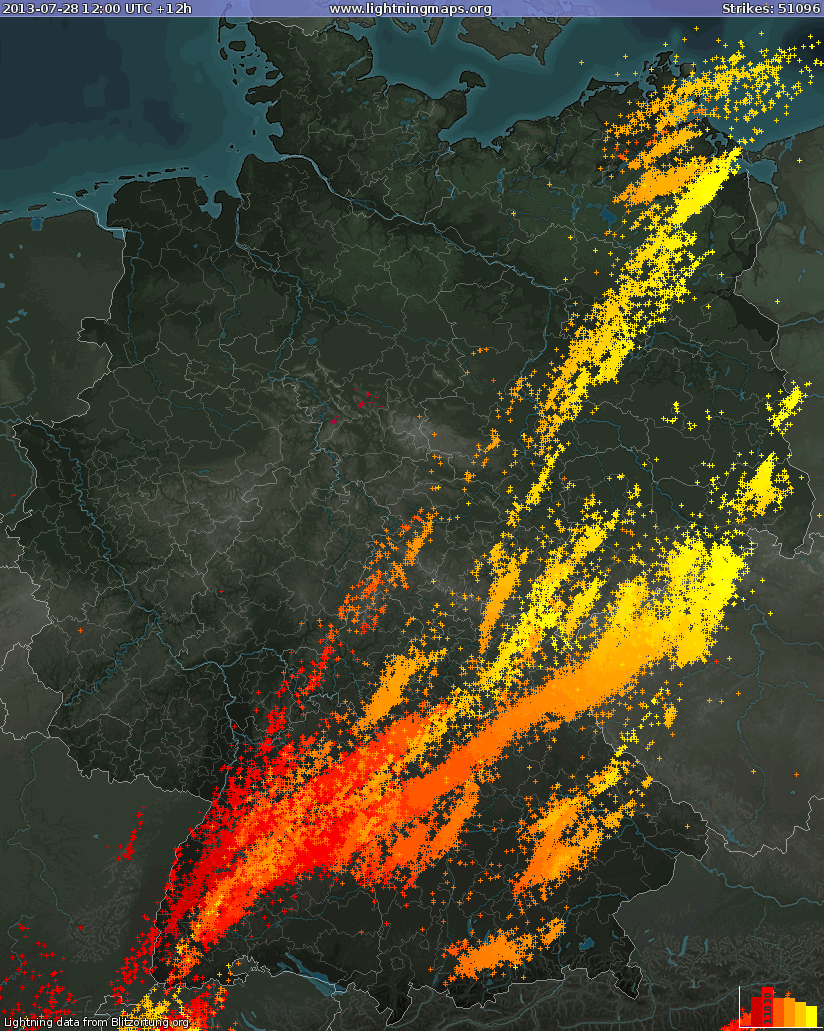
Anhand des Farbverlaufes kann man die Uhrzeit des detektierten Blitzes erkennen und damit den Verlauf der Gewitter. Besonders gut erkennbar ist der Verlauf der zwei Superzellen.

In der dritten Julidekade 2013 kam es in weiten Teilen Zentraleuropas zu einer Hitzewelle. Vielerorts registrierten die Wetterstationen Deutschlands Temperaturen von bis zu 38 °C. Selbst an den Küsten von Nord- und Ostsee gab es Tageshöchsttemperaturen von bis zu 32 °C. Verantwortlich für diese Temperaturen war ein über dem Ostatlantik liegender Höhentrog, der schwülheiße Luft direkt vom Mittelmeer nach Deutschland brachte. Aufgrund dieser massiven Warmluftadvektion nach Zentraleuropa konnte die Temperatur in Deutschland solche Höhen erreichen. Vorderseitig des Troges wanderten im Laufe der dritten und vierten Juliwoche sogenannte Kurzwellentröge von Frankreich her kommend nach Deutschland herein. Diese Störungen induzierten in Zentraleuropa immer wieder die Entstehung von hohen Quellwolken, welche sich in der schwülheißen Luft zu großen Gewitterkomplexen entwickeln konnten. So kam es am 25. Juli 2013 in Frankreich zu schweren Gewittern. Am 26. und 27. Juli 2013 bildeten sich weitere heftige Unwetter über Baden-Württemberg, Nordrhein-Westfalen und Niedersachsen. Dabei kam es zum Beispiel in Pforzheim zu 4 cm großem Hagel, in Niedersachsen kam es besonders in der Metropolregion Hannover zu Hagelschlag mit Hagelkörnern bis zu 10 cm Durchmesser. Der Höhepunkt der Hitzewelle sollte am 28. Juli 2013 erreicht werden, als das korrespondierende Tief Andreas weiter nach Deutschland vorrückte. Vorderseitig der zugehörigen Kaltfront bildete sich über Baden-Württemberg eine Konvergenz aus, die den Ausgang des Wetterereignisses darstellte, das die höchsten versicherten Schäden sowohl aller Hagelunwetter in der Geschichte Deutschlands als auch aller Naturkatastrophen im Jahr 2013 weltweit verursachen sollte.

## Verlauf des Hagelunwetters

Radaranimation

Im Laufe des 28. Juli 2013 lag die bis etwa 15 Uhr inaktive Konvergenz quer über Baden-Württemberg. Durch die tagesgangbedingte Aufheizung der Luftmasse kam es gegen 15:30 Uhr zur Auslösung von Gewittern über dem Südschwarzwald. Aufgrund günstiger atmosphärischer Gegebenheiten entwickelten sich die Gewitter sehr schnell zu großen und gut organisierten Hagelunwettern, die wegen der vorherrschenden südwestlichen Höhenströmung nach Nordosten zogen. Im Laufe des weiteren Entwicklungsprozesses formierten sich zwei der Gewitter zu sogenannten Superzellen. Auf ihrer Zugbahn lagen Städte entlang der Schwäbischen Alb weiter in Richtung Bayern. Die zwei Zellen wanderten parallel im Abstand von etwa 50 Kilometern quer durch Baden-Württemberg. Während die nördliche der beiden Gewitterzellen lediglich im Landkreis Schwäbisch Hall für lokale Hagelschäden sorgte, zog die südlichere und stärkere Zelle entlang der Schwäbischen Alb und sorgte für Hagelschlag mit bis dahin nicht dokumentierten Dimensionen. Besonders schlimm traf es dabei die Landkreise Zollernalb, Tübingen, Reutlingen, Esslingen und Göppingen sowie den Ostalbkreis. Hier kam es in einer Schneise von bis zu 15 km Breite zu schwerem Hagelschlag mit bis zu 8 cm großen Hagelsteinen. Besonders Reutlingen traf es dabei extrem schwer. Die Feuerwehrleitstelle in Reutlingen registrierte in den ersten zwei Tagen nach dem Unwetter 10.900 Notrufe. Zur Bewältigung der vielen Einsatzstellen wurden Feuerwehren, THW und weitere Hilfsorganisations-Verbände aus ganz Baden-Württemberg zusammengezogen. Zeitweise waren bis zu 120 Einsatzfahrzeuge und über 800 Einsatzkräfte in Reutlingen und Umgebung im Einsatz.
Nach Erreichen der bayerischen Landesgrenze schwächten sich die Gewitter zwar ab, sorgten aber vor allem im nördlichen Bezirk von Bayerisch-Schwaben noch für Überflutungen und Hagelschäden. 13 Stunden nach Entstehen der ersten Gewitter verloren sich die Strukturen auf den Radarbildern.

## Folgen des Unwetters

### Sachschaden
Die bis zu tennisballgroßen Hagelkörner beschädigten oder zerstörten Fahrzeuge, Fassaden, Photovoltaik- und Solaranlagen, Dachfenster und Dachziegel. Ampelanlagen und Stromleitungen wurden ebenfalls in Mitleidenschaft gezogen. Umgestürzte Bäume und überschwemmte Unterführungen verhinderten ein Weiterkommen von Rettungskräften und Räumfahrzeugen. Hagel und abgeschlagenes Laub verstopften auf Verkehrswegen und Entwässerungsanlagen die Abläufe, was häufig zu Überflutungen führte. Infolge der undichten Dächer, zerschlagenen Scheiben und Fassaden trat ungehindert Regen ein, was insbesondere bei Wohnungen und Häusern zu solchen Folgeschäden führten, dass diese nicht mehr bewohnbar waren. Selbst sieben Monate nach dem Unwetter war ein Ende der Schadensmeldungen nicht in Sicht. Auch tausende Vögel fielen dem Hagel zum Opfer.

### Personenschäden
Mehrere Hundert Menschen wurden durch das Unwetter verletzt. Alleine 75 verletzte Personen meldete die zentrale Notaufnahme in Reutlingen. 60 verletzte Personen registrierte das Klinikum am Eichert in Göppingen. Todesfälle sind im direkten Zusammenhang zum Unwetter nicht bekannt.